# 476 Hedwig
A 476 Hedwig (ideiglenes jelöléssel 1901 GQ) a Naprendszer kisbolygóövében található aszteroida. Luigi Carnera fedezte fel 1901. augusztus 17-én.